# Deutschsprachige Emigration nach Schweden 1933–1945
Die deutschsprachige Emigration nach Schweden 1933–1945 war wegen der Lage Schwedens an der europäischen Peripherie anfangs von geringer quantitativer Bedeutung, wurde aber nach dem deutschen Überfall auf Dänemark und Norwegen am 9. April 1940 zunehmend stärker. Einen weiteren Schub erhielt die Emigration 1942 durch die Flucht einheimischer und deutschsprachiger Menschen jüdischen Glaubens aus Norwegen und 1943 durch deren Rettung über den Öresund aus Dänemark. 
Von 1933 bis 1945 fanden etwa 5.000 deutschsprachige Flüchtlinge Platz in Schweden, etwa zwei Drittel von ihnen waren laut Einhart Lorenz Opfer der Nürnberger Rassengesetze.

## „Schweden den Schweden“
Flüchtlinge jüdischen Glaubens wurden von der schwedischen Administration zumeist als Wirtschaftsflüchtlinge und nicht als politisch Verfolgte betrachtet, ihre Einreise wurde äußerst zurückhaltend gewährt. Unter dem Motto „Schweden den Schweden“ wurde gegen eine befürchtete „Überfremdung“ der „schwedischen Rasse“ agiert und ein „J-Pass“ eingeführt. Politisch organisierte Emigranten hatten mit weniger Repressalien zu rechnen, ihre politische Arbeit wurde aber deutlich stärker eingeschränkt als im benachbarten Norwegen. Ab 1940 wurden viele Kommunisten und Linkssozialisten in Lagern interniert, Flüchtlinge, die aus Norwegen kamen, wurden teilweise abgewiesen oder sogar den deutschen Behörden ausgeliefert. Erst nach der Kriegswende durch die Schlacht von Stalingrad wurde der Umgang mit den deutschsprachigen Emigranten liberaler.
Zu den bekanntesten deutschsprachigen Flüchtlingen, die in Schweden trotz aller Widrigkeiten Exil fanden gehören Willy Brandt, Bruno Kreisky, Herbert Wehner, Nelly Sachs und Peter Weiss. Als Remigranten brachten manche von ihnen Elemente des „sozialdemokratischen schwedischen Modells“ nach Deutschland und Österreich mit.
Seit 1934 gab es in Schweden das Internat Kristinehov, ein Landschulheim im südschwedischen Västraby. Die Schule sollte jüdischen Kindern und Jugendlichen aus Deutschland, die dort keine reguläre Schule mehr besuchen durften, die Möglichkeit bieten, ihre Schulausbildung fortzusetzen und zu beenden. Daneben war auch die Vorbereitung auf eine Auswanderung nach Palästina ein Ausbildungsziel.